# Craig Fallon
Craig Fallon [Krejg Feln], (* 18. prosinec 1982 Ipswich, Spojené království – 15. července 2019, Shropshire) byl reprezentant Spojeného království v judu.

## Sportovní kariéra
Řadil se mezi legendy britského juda. Svými výsledky z počátku tisíciletí nechal vzpomenout na Nýla Edemse. Jenže neúspěchy na olympiádách ho stály mnoho psychických sil a tak poměrně brzy s vrcholovým judem skončil. S vidinou účasti na domácích olympijských hrách v roce 2012 se pokusil o návrat, ale jeho tělo zvýšenou fyzickou zátěž odmítlo. Většinu doby promarodil (kotník, rameno) a začátkem roku 2012 se rozhodl boj o Londýn vzdát.
V roce 2004 jel jako favorit na olympijské hry v Athénách. Po snadné výhře nad Australanem v prvním kole se ve druhém utkal s domácím reprezentantem Zidiridisem. Scházely 4 sekundy do konce zápasu a vyhrál by na wazari, jenže naturalizovaný Gruzínec ho svým tlakem dostal do složité pozice, po které padl na ippon (tai-otoši).
V roce 2008 se na olympijských hrách v Pekingu pokusil o reparát. Ve druhém kole narazil na svého velkého rivala Rakušana Pajšra. Zápas brzdil především rozhodčí a s přibývajícím časem byli oba judisté nervóznější. Zápas rozhodla nepatrná technika Rakušana za koku. Postoupil do oprav, ale do boje o bronzovou medaili se nedostal. Ve finále oprav podlehl Izraelci Jekutielovi v boji na zemi. Obsadil 7. místo.

## Výsledky
| Turnaj             | 2001 | 2002 | 2003 | 2004 | 2005 | 2006 | 2007 | 2008 | 2009 | 2010 | 2011 |
| ------------------ | ---- | ---- | ---- | ---- | ---- | ---- | ---- | ---- | ---- | ---- | ---- |
| Olympijské hry     | –    | –    | –    | úč.  | –    | –    | –    | 7.   | –    | –    | -    |
| Mistrovství světa  | dns  | –    | 2.   | –    | 1.   | –    | dns  | –    | dns  | dns  | úč.  |
| Mistrovství Evropy | dns  | dns  | 2.   | dns  | dns  | 1.   | dns  | úč.  | –    | –    | úč.  |
| ME juniorů         | 2.   | –    | –    | –    | –    | –    | –    | –    | –    | –    | -    |